# Scarus coeruleus
Scarus coeruleus is een straalvinnige vissensoort uit de familie van papegaaivissen (Scaridae). De wetenschappelijke naam van de soort is voor het eerst geldig gepubliceerd in 1771 door Edwards.
De soort staat op de Rode Lijst van de IUCN als niet bedreigd, beoordelingsjaar 2009.